# Hilary Rhoda
Hilary Hollis Rhoda (Chevy Chase, Maryland; 6 de abril de 1987) es una modelo estadounidense.

## Biografía
Rhoda asistió a la escuela St. Jane of Chantal, en Bethesda, Maryland (escuela primaria). Antes de su carrera como modelo, Rhoda se graduó de la Academy of the Holy Cross.

## Carrera

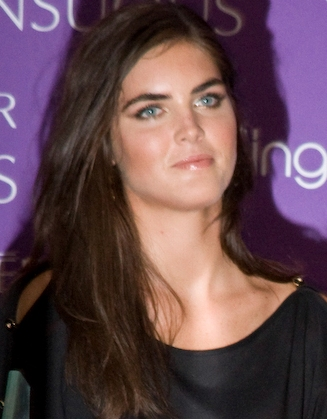
Hilary Rhoda en 2008.

Rhoda fue descubierta en un evento en Washington D. C. y no tardó en aparecer en anuncios de Hollister y Abercrombie. Luego, trabajó con IMG Models a nivel internacional. Actualmente está representada por Elite Model Management, de Nueva York.
Apareció en anuncios de Balenciaga, Valentino, Belstaff, Dolce & Gabbana, Givenchy, Donna Karan, Gucci, Gap, Dsquared, Chen Shiatzy, Blumarine, Ralph Lauren y Victoria's Secret. 
Apareció en las portadas de Vogue, Vogue Italia, Harper's Bazaar, Time, entre otras.
Se hizo conocida además por los trabajos que desarrolló para la marca Estée Lauder en los años 2009, 2010 y 2011 y por sus apariciones en la revista Sports Illustrate.

## Vida personal
Rhoda anunció el 13 de noviembre de 2013, que estaba comprometida con el jugador de hockey Sean Avery. Se casaron en el Parrish Art Museum en Nueva York el 10 de octubre de 2015. En enero de 2020 anunció que esperaba su primer hijo. El 28 de julio de 2020 dio a luz a un varón, Nash Hollis Avery.